# Fatna El Bouih
Fatna El Bouih, née en 1956 à Ben Ahmed, est une militante marocaine des droits humains et une auteure qui a réussi notamment à témoigner des conditions de sa détention dans les prisons marocaines durant les années de plomb pour venir en aide aux autres prisonnières.

## Biographie
Elle est née en 1956 à Ben Ahmed. Son père, instituteur, accepte qu’elle fasse des études.  Lycéenne puis étudiante durant les années de plomb, elle milite au sein de mouvements contestataires de la jeunesse, réclamant plus de démocratie. Elle est arrêtée en 1974, puis à nouveau lors d’arrestations massives en 1977 pour cause d'atteinte à la sûreté de l'État.
À sa sortie de prison, elle enseigne l’arabe dans un collège de Casablanca, se consacre à sa famille et à l’écriture d’articles et de récits,. Elle rejoint l’Union de l’action féminine (UAF) animée par Latifa Jbabdi, qui a été également une détenue politique durant les années 1970. Quelques années plus tard, elle devient membre fondatrice de l'Observatoire marocain des prisons, créé en novembre 1999 et du Forum pour la vérité et la justice, créé en novembre 1999. Ce forum est la première organisation des victimes politiques des années de plomb, ébauche de la future Instance équité et réconciliation qui sera mise en place en 2004 par le roi Mohammed VI, succédant au roi Hassan II cette même année 1999. Elle est également, depuis, écoutante à l'Association Insaf pour le soutien des femmes en détresse, et notamment des détenues enceintes,.
Elle a écrit plusieurs récits et témoignages sur le sort des prisonnières politiques durant les années de plomb, et les violences faites aux femmes, publiées par une maison d’édition marocaine, les Éditions Le Fennec, notamment par un premier récit, Une femme nommée Rachid, puis par un deuxième, Atlasyat, témoignages des coulisses de l'histoire,,.